# Partit de la Unió Nacional Sahariana
El Partit de la Unió Nacional Sahariana (PUNS) és un partit polític saharaui format pels espanyols el 1973, nucleat per caps tribals i notables proespanyols, partidaris d'una independència tutelada pel govern de Madrid. El secretari polític del PUNS va ésser Dueh Sidi Noucha, que va tractar de portar al Front Polisario a les seves tesis sense èxit. Era format per membres de la Djema'a, un cos polític tribalista creat en la dècada de 1950. La seva bandera es basa en la bandera espanyola per a la província marítima de l'Ifni-Sahara (1946-1975).
Durant aquests anys va ser l'únic partit polític legal al territori franquista espanyol, a part de la Falange Espanyola. Podia enviar delegats a les Corts de Madrid, però no tenia dret en la presa de decisions. Era considerat més com un instrument per als governadors militars del Sàhara Occidental; i els seus capdavanters i creadors, Khalihenna Ould Errachid i Dueh Sidna Naucha van col·laborar amb les autoritats espanyoles.

## Constitució
La finalitat del PUNS fou posada de manifest al II Congrés del Partit el 1974 amb assistència de 220 delegats arribats a El Aaiun que venien de Villa Cisneros, Guelta, Tifariti, Daoura, Bu-Craa, Auserd, Smara i altres petites viles. La tenda on es va desenvolupar el Congrés apareixia adornada amb banderes del PUNS: dues franges horitzontals, una blava i una altra de groga, com a símbols de l'oceà i del desert, amb l'estel de cinc puntes en memòria dels principis fonamentals de l'islam, sobre una mitja lluna en forma de góndola. Els assistents al Congrés apareixien protegits per la policia territorial, ja que el Polisario va treure a la seva gent a protestar al carrer al·legant que el PUNS no tenia el suport del país, ja que rebia subvencions d'Espanya i, per tant, servia interessos estrangers. En el Congrés el PUNS va aprovar constituir una república democràtica i lliberal pel Sàhara Occidental amb els poders executiu, legislatiu i judicial separats; llibertat d'expressió, llibertat de culte, llibertat política, llibertat de comerç; inserit com a país àrab, islàmic i africà en els corresponents organismes internacionals.

## Col·lapse en 1975
E 6 de juliol de 1975 van tenir lloc els primers enfrontaments entre els membres del PUND i els del Front POLISARIO a Al-Aaiun amb diversos ferits. La nit abans les oficines del PUNS a Smara foren cremades per simpatitzants del Polisario L'octubre el PUNS va enviar telegrames als visitants de l'ONU protestant per l'acceptació de l'informe entregat per l'antic secretari del PUNS, Errachid, qui n'havia estat expulsat per traïció el 14 de maig. En la nit del 14 de novembre de 1975 l'últim Secretari General Dueh Sidina Naucha va dissoldre el PUNS donant la possibilitat als afiliats a entrar en les files del Front POLISARIO.
Com que Marroc i Mauritània van envair el territori el novembre de 1975, després de l'acord tripartit de Madrid, Espanya va abandonar el PUNS i el poc que quedava del partit es va col·lapsar. Els seus membres es dispersen: molts van ser arrossegats en l'èxode de refugiats a Tindouf, Algèria, on es va unir al Polisario. Un petit nombre, incloent alguns líders prominents, van anar al Marroc, on van denunciar la seva pròpia campanya nacionalista abans i prestaren el seu suport a les reivindicacions de Rei Hassan II al Sàhara Occidental, principalment Khellihenna Uld Errachid, qui encara avui (2012) actua com a principal saharauí davant la monarquia marroquina en les seves reivindicacions sobre el Sàhara occidental. Dueh Sidina Naucha va anar a Espanya el 1975. En 1987 va aparèixer per sorpresa als territoris alliberats durant una visita tècnia de la missió de l'ONU. Va declarar que tot i que no era membre del Polisario, que era saharaui, de manera que dona suport al Front Polisario com a representant legítim del poble saharauí. Naucha va afegir que després de la Marxa Verda "els nostres 20.000 militants (PUNS) es van integrar en el Polisario: en guerra cal lluitar units". Després va viure a les illes Canàries. Un petit grup d'activistes anà a Mauritània, on va donar suport les reivindicacions d'Ould Daddah fins a la seva caiguda en 1978.